# Kurrentschrift

Kurrentschrift

Kurrenta albo Kurrentschrift (łac. currere „biec”, dosł. „pismo bieżące”) – pismo gotyckie odręczne używane od XVI wieku do połowy XX wieku jako pismo użytkowe w Niemczech i na całym obszarze niemieckojęzycznym oraz w krajach skandynawskich. Stosowano je również jako pismo urzędowe i protokołowe. Typograficznie należy do pisma łamanego.
Odznacza się ostrymi kątami (Spitzschrift) w przeciwieństwie do okrągłego, łacińskiego pisma. W takiej formie było nauczane przez 100 lat w szkołach. 
W języku potocznym jest często określana jako „Sütterlinschrift”. Sütterlinschrift jest jednak specyficznym pismem szkolnym, które w 1911 roku zaprojektowane zostało przez Ludwiga Sütterlina. W 1941 w szkołach Kurrentschrift został zastąpiony pismem łacińskim.